# Aigle lancéolé
Clanga hastata
Espèce
Statut de conservation UICN

 VU C2a(ii) : Vulnérable
Statut CITES
L’Aigle lancéolé (Clanga hastata, anciennement Aquila hastata) est une espèce de rapaces de la famille des Accipitridae (sous-famille des Aquilinae).

## Description

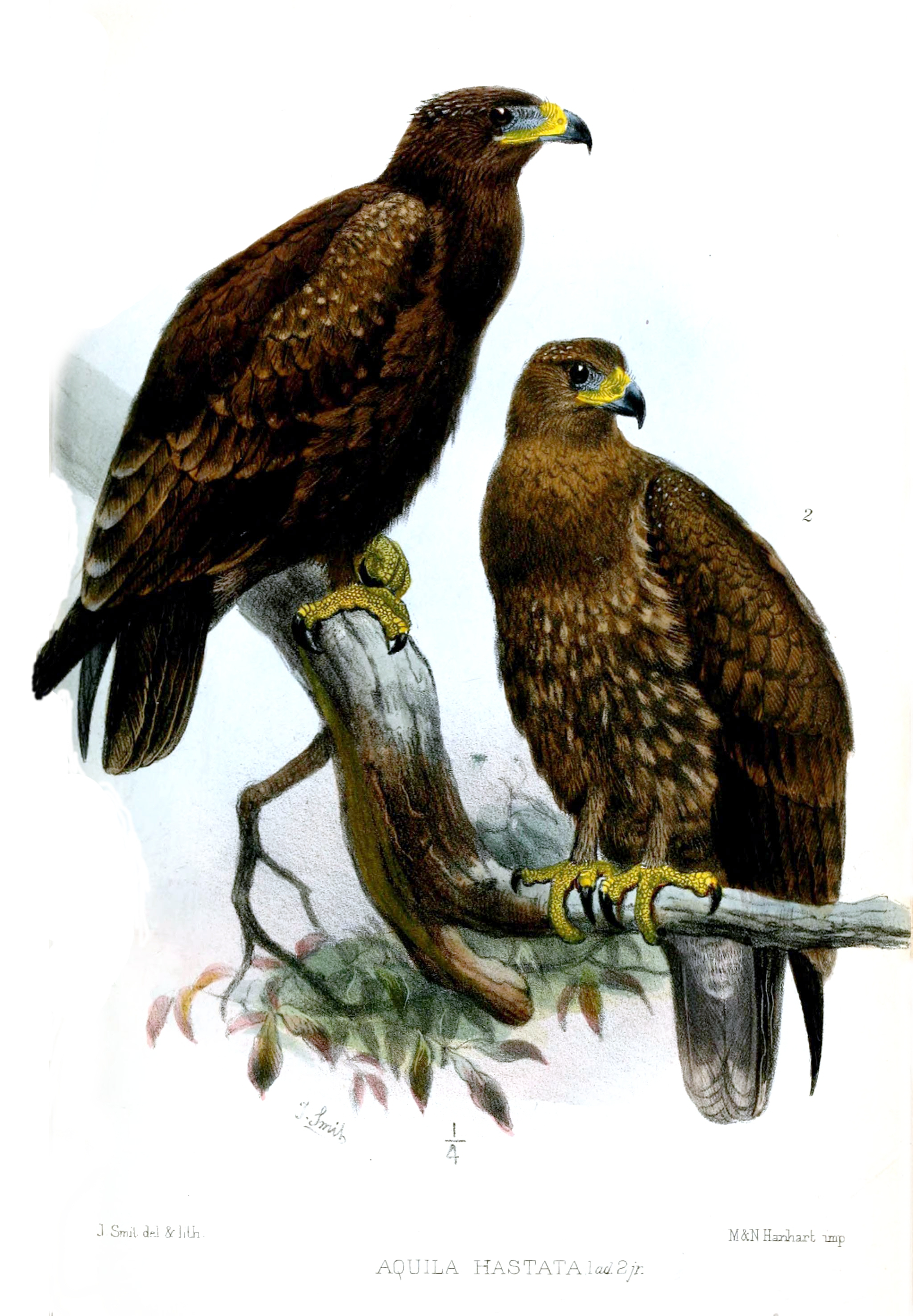
Cet aigle est probablement dit « lancéolé » en français pour la même raison qu'il est dit spotted en anglais (Indian spotted eagle : « Aigle indien tacheté ») : en raison des mouchetures de couleur crème en forme de petite pointe de lance qui parsèment son plumage marron, surtout lorsqu'il est juvénile.

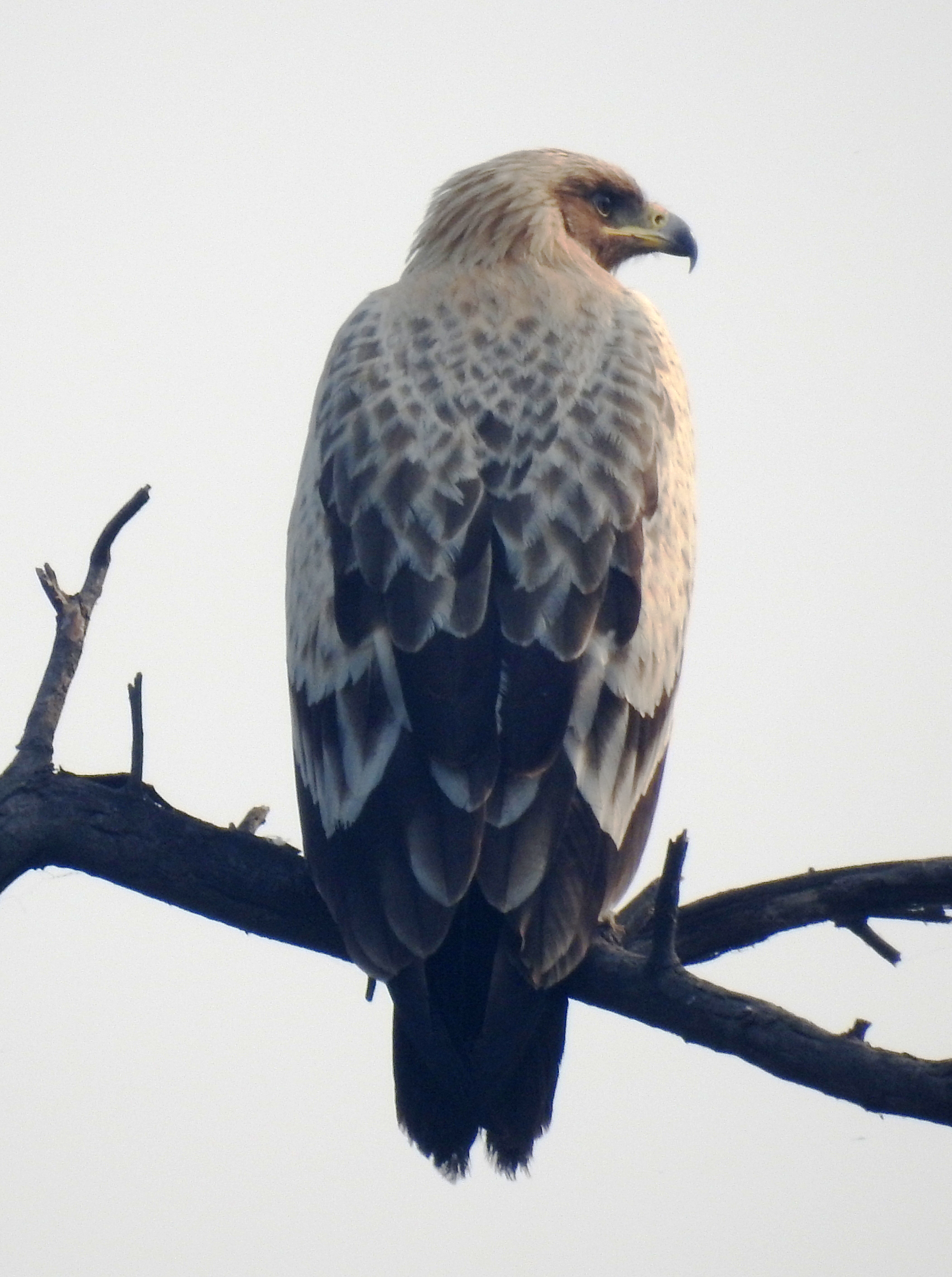
Ce juvénile d'Aigle criard (Clanga clanga, en anglais : greater spotted eagle = « grand Aigle tacheté »), proche cousin de l'Aigle lancéolé (de même genre), porte lui aussi en bout de plume des taches plus grandes dites fulvescens (jaune-fauve ou beige clair) à motif lancéolé caractéristique.

Il mesure environ 60 cm de longueur et a une envergure de 150 cm. Il a une tête large avec un large bec qui possède l'angle d'ouverture le plus grand de toutes les espèces d'aigles apparentés à lui. 
Ce qui permet de le distinguer de son proche cousin l'Aigle criard (Clanga clanga), en plus de leur répartition géographique et de leur habitat préféré assez différents, c'est que les aigles lancéolés adultes ont un plumage marron légèrement plus clair et un iris plus sombre que ceux des autres aigles du même genre Clanga, ce qui fait que les yeux sont plus sombres que le plumage (alors que c'est plutôt l'inverse chez les autres espèces). 
Après environ trois ou quatre mois, les jeunes aiglons sont d’un brun brillant avec l'extrémité des plumes de la tête, du cou et du poitrail de couleur crème ce qui donne à leur plumage un aspect tacheté, parsemé de petites mouchetures en forme de fer de lance, d’où son nom commun. Après environ dix-huit mois, l'oiseau mue : il devient plus sombre et il a moins de taches. Certains juvéniles plus âgés sont peu tachetés, contrairement aux espèces à peine plus petites (Aigle pomarin Clanga pomarina) et plus grandes (Aigle criard), ce qui rend leur nom vernaculaire (« lancéolé ») quelque peu trompeur, et ils n'ont pas non plus la nuque beige clair de l’Aigle pomarin juvénile.
L'Aigle lancéolé est peu farouche.

## Répartition
On le trouve en Inde, au Bangladesh et en Birmanie.

## Habitat
On le trouve dans les bois clairs mais pas forcément humides comme l'Aigle criard.